# 상조 (조위)
상조(常雕, 常彫, ? ~ 222년?)는 중국 삼국 시대 위나라의 장수이다. 조비의 남정 때 조인 밑에서 오나라를 공격했다가 패사하였다.

## 생애
222년(황초 3년), 조비가 오나라 정벌을 단행하였다. 대사마 조인은 주환이 지키는 유수(濡須) 방면을 맡았다. 조인은 그 아들 조태(曹泰)는 성을 바로 치게 하고, 상조는 제갈건(諸葛虔)·왕쌍과 군사 5천 명을 이끌고 방수를 위해 소가죽에 기름칠한 배[油船]에 승선하여 주환군의 사병 가족들이 살고 있는 섬을 타격하도록 했다. 하지만 실은 주환의 유인책에 조인이 걸려든 것이었고, 상조는 낙통과 엄규(嚴圭)에게 깨져 효수당했다.

## 삼국지연의
사서가 아닌 소설 《삼국지연의》에서도 비슷한 역할로 등장한다. 조인의 명령에 따라 제갈건, 왕쌍과 5만 명을 거느리고 유수성으로 진격한다. 얼핏 성이 비어있는 모습에 더욱 속도를 내는데 불현듯 나타난 주환의 칼에 3합이 안 되어 고꾸라지고 상조군은 대패한다.

## 참고 문헌
- 《삼국지》56권 오서 제11 주환